# Kazujoši Nakamura
Kazujoši Nakamura (japonsko 中村 一義), japonski nogometaš, 8. april 1955.
Za japonsko reprezentanco je odigral 5 uradnih tekem.